# Stygiomysis cokei
Stygiomysis cokei är en kräftdjursart som beskrevs av Kallmeyer och Carpenter 1996. Stygiomysis cokei ingår i släktet Stygiomysis och familjen Stygiomysidae. Inga underarter finns listade i Catalogue of Life.